# Окриашвили, Торнике
То́рнике Окриашви́ли (груз. თორნიკე ოქრიაშვილი; род. 12 февраля 1992, Рустави) — грузинский футболист, полузащитник тбилисской «Гагры».

## Клубная карьера
Воспитанник клуба «Рустави».

### Гагра
В сезоне 2008/09 провёл 1 игру за тбилисскую «Гагру» в чемпионате Грузии. В следующем сезоне 2009/10 он сыграл 22 матча и забил 1 гол в чемпионате. «Гагра» по итогам турнира заняла последнее 10-е место и вылетела в Первую лигу Грузии. В июне 2010 года побывал на просмотре в «Зените» из Санкт-Петербурга, игроком также интересовался бельгийский «Андерлехт» и клубы из Нидерландов, Турции и Германии.

### Шахтёр Донецк
В конце июня 2010 года был взят в полугодичную аренду донецким «Шахтёром», горняки оставили за собой право полностью выкупить контракт Окриашвили. 1 января 2011 «Шахтёр» выкупил права на футболиста.

#### Ильичёвец
В январе 2011 года был отдан в аренду мариупольскому «Ильичёвцу», где тренером стал Валерий Ярёмченко. В Премьер-лиге Украины дебютировал 4 марта 2011 года в выездном матче против запорожского «Металлурга» (0:4). Также за сезон 2010/11 Торнике сыграл 10 матчей и сделал 2 голевые передачи (в игре против «Зари» и «Волыни»). «Ильичёвец» продлил аренду до конца сезона 2011/12. За этот сезон за «Ильичёвец» Торнике провёл 9 матчей и забил лишь один раз в Кубке Украины против «Волыни» (7:1) и не сделал ни одной результативной передачи. Но «Ильичёвец» снова продлил аренду Окриашвили до конца сезона 2012/13. Этот сезон и стал для Торнике результативным, он провёл 29 матчей и забил 4 гола и отдал 3 голевые передачи.

#### Черноморец
С 27 января 2014 года и до конца сезона 2013/14 играл в аренде в одесском «Черноморце». Дебютировал за «Черноморец» в 1/16 финала против французского «Лиона», выйдя на 86-й минуте вместо Франк Джа Джедже. За «Черноморец» Торнике провёл 14 матча и забид 3 гола и отдал 1 голевую передачу. «Черноморец» по итогам сезона 2013/14 занял 5 место и попал в 3 квалификационный раунд Лиги Европы.

### Генк
28 июля 2014 года Окриашвили перешёл в «Генк» за 1,8 млн евро. Дебют Торнике за бельгийский коллектив состоялся в матче 2 тура против «Серкль Брюгге» (1:1). Окриашвили вышел в стартовом составе и был заменен на 89-й минуте на Паолино Бертаччини. Свой первый гол забил в матче 5 тура против «Гента» (3:2). Окриашвили забил на 67-й минуте победный для «Генка» гол, но клуб не попал в еврокубки на сезон 2015/16. Торнике за сезон 2014/15 сыграл 24 игры и забил 2 гола.
За сезон 2015/16 Торнике сыграл 11 игр и не отметился результативными действиями.

#### Эскишехирспор
13 января 2013 года Окриашвили ушёл в аренду в турецкий «Эскишехирспор». Дебютировал в матче против «Фенербахче» (0:3), выйдя на замену на 71-й минуте вместо Конака. За полгода в клубе Торнике забил 2 гола против «Мерсин Идманюрду» (2:1) и «Истанбул Башакшехира» (1:2). За этот отрезок сезона 2012/13 Торнике провёл 14 матчей и забил 2 гола. «Эскишехирспор» по итогам сезона 12 место в турецкой Суперлиги.

### Краснодар
В сентябре 2016 года на правах свободного агента присоединился к российскому клубу «Краснодар», подписав контракт на 4 года. 27 ноября, ударом в падении через себя на 90+4 минуте, забил первый гол за клуб, принеся победу своей команде в матче с «Зенитом». В 2017 году дважды травмировал крестообразные связки на обоих коленях. В декабре 2018 контракт был расторгнут по согласию сторон.

### Анортосис
23 марта 2019 года перешёл в «Анортосис».

## Карьера в сборной
14 ноября 2009 года Окриашвили дебютировал в молодёжной сборной Грузии до 21 года в домашнем матче против Ирландии (1:1), Торнике отыграл весь матч.
17 ноября 2010 года дебютировал в национальной сборной Грузии в выездном товарищеском матче против Словении (2:1), Окриашвили вышел на 62 минуте вместо Николоза Гелашвили.

## Статистика

### Клубная
| Выступление           | Выступление      | Выступление      | Чемпионат | Чемпионат | Кубки | Кубки | Еврокубки | Еврокубки | Итого | Итого |
| Клуб                  | Лига             | Сезон            | Игры      | Голы      | Игры  | Голы  | Игры      | Голы      | Игры  | Голы  |
| --------------------- | ---------------- | ---------------- | --------- | --------- | ----- | ----- | --------- | --------- | ----- | ----- |
| Гагра (Тбилиси)       | Высшая лига      | 2008/09          | 1         | 0         | 0     | 0     | —         | —         | 1     | 0     |
| Гагра (Тбилиси)       | Высшая лига      | 2009/10          | 22        | 1         | 1     | 0     | —         | —         | 23    | 1     |
| Гагра (Тбилиси)       | Итого            | Итого            | 23        | 1         | 1     | 0     | 0         | 0         | 24    | 1     |
| Шахтёр (Донецк)       | Премьер-лига     | 2010/11          | 0         | 0         | 0     | 0     | 0         | 0         | 0     | 0     |
| Шахтёр (Донецк)       | Итого            | Итого            | 0         | 0         | 0     | 0     | 0         | 0         | 0     | 0     |
| → Ильичёвец           | Премьер-лига     | 2010/11          | 10        | 0         | 0     | 0     | —         | —         | 10    | 0     |
| → Ильичёвец           | Премьер-лига     | 2011/12          | 9         | 0         | 1     | 1     | —         | —         | 10    | 1     |
| → Ильичёвец           | Премьер-лига     | 2012/13          | 28        | 4         | 1     | 0     | —         | —         | 29    | 4     |
| → Ильичёвец           | Премьер-лига     | 2013/14          | 10        | 0         | 1     | 0     | —         | —         | 11    | 0     |
| → Ильичёвец           | Итого            | Итого            | 57        | 4         | 3     | 1     | —         | —         | 60    | 5     |
| → Черноморец (Одесса) | Премьер-лига     | 2013/14          | 10        | 3         | 2     | 0     | 2         | 0         | 14    | 3     |
| → Черноморец (Одесса) | Итого            | Итого            | 10        | 3         | 2     | 0     | 2         | 0         | 14    | 3     |
| Генк                  | Жюпилер          | 2014/15          | 23        | 2         | 1     | 0     | 0         | 0         | 24    | 2     |
| Генк                  | Жюпилер          | 2015/16          | 11        | 0         | 1     | 0     | 0         | 0         | 12    | 0     |
| Генк                  | Итого            | Итого            | 34        | 2         | 2     | 0     | 0         | 0         | 36    | 2     |
| → Эскишехирспор       | Суперлига        | 2015/16          | 12        | 2         | 2     | 0     | —         | —         | 14    | 2     |
| → Эскишехирспор       | Итого            | Итого            | 12        | 2         | 2     | 0     | 0         | 0         | 14    | 2     |
| Краснодар             | Премьер-лига     | 2016/17          | 11        | 1         | 2     | 0     | 0         | 0         | 13    | 1     |
| Краснодар             | Премьер-лига     | 2017/18          | 3         | 1         | 1     | 0     | 0         | 0         | 4     | 1     |
| Краснодар             | Премьер-лига     | 2018/19          | 2         | 0         | 0     | 0     | 1         | 1         | 3     | 1     |
| Краснодар             | Итого            | Итого            | 16        | 2         | 3     | 0     | 1         | 1         | 20    | 3     |
| → Краснодар-2         | ФНЛ              | 2018/19          | 4         | 1         | 0     | 0     | 0         | 0         | 4     | 1     |
| → Краснодар-2         | Итого            | Итого            | 4         | 1         | 0     | 0     | 0         | 0         | 4     | 1     |
| Всего за карьеру      | Всего за карьеру | Всего за карьеру | 156       | 15        | 13    | 1     | 3         | 1         | 172   | 17    |

### Сборная
| Национальная сборная | Год   | Игры | Голы |
| -------------------- | ----- | ---- | ---- |
| Грузия               | 2010  | 1    | 0    |
| Грузия               | 2012  | 6    | 1    |
| Грузия               | 2013  | 4    | 0    |
| Грузия               | 2014  | 7    | 3    |
| Грузия               | 2015  | 8    | 1    |
| Грузия               | 2016  | 8    | 3    |
| Грузия               | 2018  | 2    | 1    |
| Грузия               | 2019  | 4    | 0    |
| Грузия               | 2020  | 5    | 3    |
| Грузия               | 2021  | 5    | 1    |
| Всего                | Всего | 50   | 13   |

### Голы за сборную Грузии
| No. | Дата            | Место                                                       | Соперник          | Гол | Результат | Соревнование      |
| --- | --------------- | ----------------------------------------------------------- | ----------------- | --- | --------- | ----------------- |
| 1   | 7 сентября 2012 | Динамо-Арена имени Бориса Пайчадзе, Тбилиси, Грузия         | Беларусь          | 1:0 | 1:0       | Отбор на ЧМ-2014  |
| 2   | 29 мая 2014     | Стадион муниципалитета Чапин, Херес-де-ла-Фронтера, Испания | Саудовская Аравия | 1:0 | 2:0       | Товарищеский матч |
| 3   | 7 сентября 2014 | Динамо-Арена имени Бориса Пайчадзе, Тбилиси, Грузия         | Ирландия          | 1:1 | 1:2       | Отбор на ЧЕ-2016  |
| 4   | 14 октября 2014 | Стадион Алгарве, Фару, Португалия                           | Гибралтар         | 2:0 | 3:0       | Отбор на ЧЕ-2016  |
| 5   | 8 октября 2015  | Динамо-Арена имени Бориса Пайчадзе, Тбилиси, Грузия         | Гибралтар         | 2:0 | 4:0       | Отбор на ЧЕ-2016  |
| 6   | 29 марта 2016   | Динамо-Арена имени Бориса Пайчадзе, Тбилиси, Грузия         | Казахстан         | 1:1 | 1:1       | Товарищеский матч |
| 7   | 7 июнь 2016     | Колисеум Альфонсо Перес, Хетафе, Испания                    | Испания           | 1:0 | 1:0       | Товарищеский матч |
| 8   | 8 октября 2016  | Кардифф Сити, Кардифф, Уэльс                                | Уэльс             | 1:1 | 1:1       | Отбор на ЧМ-2018  |
| 9   | 9 сентября 2018 | Динамо-Арена имени Бориса Пайчадзе, Тбилиси, Грузия         | Латвия            | 1:0 | 1:0       | Лига наций        |